# Eleanor de Clare
Eleanor de Clare (ur. październik 1292 w Caerphilly w hrabstwie Glamorgan w Walii, zm. 30 czerwca 1337), angielska arystokratka, najstarsza córka Gilberta de Clare, 7. hrabiego Hertford, i Joanny z Akki, córki króla Anglii Edwarda I. Po śmierci brata Gilberta w 1314 r. odziedziczyła wraz z siostrami (Elizabeth i Margaret) rodowe posiadłości rodu de Clare.
Eleanor urodziła się w walijskim zamku Caerphilly. W maju 1306 r. poślubiła w Westminsterze Hugona Despensera Młodszego (1286 - 26 listopada 1326), syna Hugona Despensera, 1. hrabiego Winchester, i Isabel Beauchamp, córki 9. hrabiego Warwick. Hugon i Eleanor mieli razem czterech synów i pięć córek:
- Hugh le Despenser (1308–1349), 2. baron le Despenser
- Gilbert le Despenser (1309–1381)
- Edward le Despenser (1310–1342)
- John le Despenser (1311–1366)
- Isabel le Despenser (1312–1356), żona Richarda FitzAlana, 10. hrabiego Arundel, miała dzieci
- Eleanor le Despenser (ok. 1315–1351), zakonnica w opactwie Sempringham
- Joan le Despenser (ok. 1317–1384), zakonnica w opactwie Shaftesbury
- Margaret le Despenser (ok. 1319–1337, zakonnica w opactwie Whatton
- Elizabeth le Despenser (1325 - 13 lipca 1389), żona Maurice'a de Berkeleya, 4. barona Berkeley, miała dzieci

Mąż Eleanor cieszył się łaskami nowego króla, Edwarda II. Okres fortuny w życiu Eleanor zakończył się w 1326 r., kiedy to królowa Izabela wraz ze swoim kochankiem, Rogerem Mortimerem, obaliła Edwarda II. Mąż Eleanor został stracony w listopadzie 1326 r. Sama Eleanor została uwięziona w Tower of London, gdzie przybywała do lutego 1328 r. W kwietniu tego roku pozowolo jej osiąść w jej posiadłościach, z których złożyła hołd lenny.
Eleanor zamieszkała w zamku Hanley, z którego została w styczniu 1329 r. porwana przez Williama de la Zouche, jednego rycerzy, który wcześniej pojmał jej męża oraz oblegał syna w Caerphilly. Eleanor i William wkrótce się pobrali. W odpowiedzi król Edward III kazał skonfiskować posiadłości Eleanor i aresztować małżonków. Eleanor została ponadto oskarżona o kradzież klejnotów z Tower. W lutym 1329 r. ponownie znalazła się w więzieniu, najpierw w Tower, a następnie w zamku Devizes. W styczniu 1330 r. została uwolniona i otrzymała królewskie przebaczenie za cenę oddania Koronie najlepszej części jej posiadłości.
Kiedy w 1330 r. Edward III obalił rządy swojej matki i Mortimera, Eleanor zwróciła się do niego o przywrócenie jej całości rodowych włości. Edward wyraził na to zgodę w 1331 r., jednak Eleanor musiała zapłacić 10 000 funtów. Sumę tę zmniejszono później do 5000. Eleanor zapłaciła, ale nie doczekała się zwrotu ziem przed swoją śmiercią.
W międzyczasie pojawił się kolejny problem. Po ślubie Eleanor z de la Zouche'em lord Grey ogłosił, że wcześniej poślubił Eleanor. Obie strony sporu kilkakrotnie odwoływały się do papieża. Spór został w końcu rozstrzygnięty na korzyść Zouche'a. Pozostał jej mężem do swojej śmierci w lutym 1337 r., na kilka miesięcy przed śmiercią Eleanor. Małżonkowie mieli razem dwoje dzieci:
- William de la Zouche, (1330 - po 1360), mnich w opactwie Glastonbury
- Joyce Zouche, (1331 - po 4 maja 1372), żona Johna de Botetourta, 2. barona Botetourt

Eleanor de Clare jest bohaterką książek The Traitor's Wife: A Novel of the Reign of Edward II Susan Higginbotham oraz Feudal Family: The De Clares of Gloucester Edith Brouwer.